# Synsepalum nyangense
Synsepalum nyangense är en tvåhjärtbladig växtart som först beskrevs av François Pellegrin, och fick sitt nu gällande namn av Mcphersen och J.T.White. Synsepalum nyangense ingår i släktet Synsepalum och familjen Sapotaceae.
Artens utbredningsområde är Gabon. Inga underarter finns listade i Catalogue of Life.